# L'Oie
Pour l’article ayant un titre homophone, voir Loi.
L'Oie est une commune française située dans le département de la Vendée en région Pays de la Loire.
Du 1er janvier 2016 au 31 décembre 2023, elle est l'une des quatre communes déléguées d’Essarts en Bocage. Le 1er janvier 2024, la commune est rétablie avec celle voisine de Sainte-Florence.

## Géographie
Le territoire municipal de L'Oie s'étend sur 1 430 hectares. L'altitude moyenne de la commune est de 84 mètres, avec des niveaux fluctuant entre 48 et 110 mètres,.
L'Oie se situe dans le département de la Vendée, à une trentaine de kilomètres de la préfecture La Roche-sur-Yon. Le bourg de L'Oie est traversé par la route départementale 137.

## Urbanisme

### Typologie
Au 1er janvier 2024, L'Oie est catégorisée bourg rural, selon la nouvelle grille communale de densité à sept niveaux définie par l'Insee en 2022.
Elle appartient à l'unité urbaine de Sainte-Florence, une agglomération intra-départementale regroupant deux  communes, dont elle est une commune de la banlieue,,. Par ailleurs la commune fait partie de l'aire d'attraction d'Essarts en Bocage, dont elle est une commune du pôle principal,. Cette aire, qui regroupe 6 communes, est catégorisée dans les aires de moins de 50 000 habitants,.

## Histoire
La commune a été créée par la loi du 7 mars 1895 par démembrement de la commune de Sainte-Florence sous le nom de « Sainte-Florence-de-l'Oie » . Sur les 1 786 habitants que comptait Sainte-Florence, 854 sont devenus Oyens.
Le 1er janvier 2016, elle devient l'une des quatre communes déléguées des Essarts en Bocage.
Après plusieurs pétitions issues d'un collectif mené par l'ancien président de la communauté de communes du Pays-des-Essarts, et une enquête publique prescrite par le préfet de la Vendée, ce dernier, contre l'avis du conseil municipal d'Essarts en Bocage, et contre l'avis du commissaire enquêteur nommé par lui-même, décide le 19 octobre 2023 le rétablissement des communes de Sainte-Florence et L'Oie au 1er janvier 2024,.

## Politique et administration

### Liste des maires
| Période                                  | Période          | Identité            | Étiquette | Qualité                              |
| ---------------------------------------- | ---------------- | ------------------- | --------- | ------------------------------------ |
| Juin 1995                                | Mars 2001        | Ernest Soulard      | DVD       |                                      |
| Mars 2001                                | Février 2013     | Freddy Carcaud      |           |                                      |
| 26 février 2013                          | 31 décembre 2015 | Jean-Octave Audrin  | DVD       | Retraité                             |
| 22 mars 2024                             | En cours         | Jean-Pierre Ratouit |           | Responsable commercial à la retraite |
| Les données manquantes sont à compléter. |                  |                     |           |                                      |

À la suite du rétablissement de la commune de L’Oie, le préfet nomme une délégation spéciale chargée de gérer les affaires courantes à compter du 1er janvier 2024.

### Liste des maires délégués
| Période                                  | Période          | Identité           | Étiquette | Qualité |
| ---------------------------------------- | ---------------- | ------------------ | --------- | ------- |
| 12 janvier 2016                          | 26 mai 2020      | Jean-Octave Audrin | DVD       |         |
| 26 mai 2020,                             | 31 décembre 2023 | Jean-Yves Bricard  |           |         |
| Les données manquantes sont à compléter. |                  |                    |           |         |

### Jumelages
La commune déléguée est jumelée avec :
- Jars (France) depuis 2015[20].

## Population et société

### Démographie

#### Évolution démographique
L'évolution du nombre d'habitants est connue à travers les recensements de la population effectués dans la commune depuis 1896. Pour les communes de moins de 10 000 habitants, une enquête de recensement portant sur toute la population est réalisée tous les cinq ans, les populations de référence des années intermédiaires étant quant à elles estimées par interpolation ou extrapolation. Pour la commune, le premier recensement exhaustif entrant dans le cadre du nouveau dispositif a été réalisé en 2007.

En 2022, la commune comptait 1 264 habitants, en évolution de +0,96 % par rapport à 2016 (Vendée : +5,33 %, France hors Mayotte : +2,11 %).
| 1896 | 1901 | 1906 | 1911 | 1921 | 1926 | 1931 | 1936 | 1946 |
| ---- | ---- | ---- | ---- | ---- | ---- | ---- | ---- | ---- |
| 854  | 877  | 854  | 826  | 749  | 743  | 738  | 738  | 764  |

| 1954 | 1962 | 1968 | 1975 | 1982 | 1990 | 1999 | 2006  | 2007  |
| ---- | ---- | ---- | ---- | ---- | ---- | ---- | ----- | ----- |
| 736  | 741  | 711  | 713  | 752  | 852  | 835  | 1 018 | 1 045 |

| 2012  | 2017  | 2022  | - | - | - | - | - | - |
| ----- | ----- | ----- | - | - | - | - | - | - |
| 1 174 | 1 201 | 1 264 | - | - | - | - | - | - |

#### Pyramide des âges
La population de la commune est relativement jeune. Le taux de personnes d'un âge supérieur à 60 ans (15,6 %) est en effet inférieur au taux national (21,6 %) et au taux départemental (25,1 %).
À l'instar des répartitions nationale et départementale, la population féminine de la commune est supérieure à la population masculine. Le taux (50,5 %) est du même ordre de grandeur que le taux national (51,6 %).
La répartition de la population de la commune par tranches d'âge est, en 2007, la suivante :
- 49,5 % d'hommes (0 à 14 ans = 22,6 %, 15 à 29 ans = 18,6 %, 30 à 44 ans = 25,9 %, 45 à 59 ans = 18,8 %, plus de 60 ans = 14,1 %) ;

- 50,5 % de femmes (0 à 14 ans = 22,3 %, 15 à 29 ans = 19,7 %, 30 à 44 ans = 24,8 %, 45 à 59 ans = 16,1 %, plus de 60 ans = 17 %).

| Hommes | Classe d’âge | Femmes |
| ------ | ------------ | ------ |
| 0,0    | 90 ans ou +  | 0,9    |
| 5,2    | 75 à 89 ans  | 7,0    |
| 8,9    | 60 à 74 ans  | 9,1    |
| 18,8   | 45 à 59 ans  | 16,1   |
| 25,9   | 30 à 44 ans  | 24,8   |
| 18,6   | 15 à 29 ans  | 19,7   |
| 22,6   | 0 à 14 ans   | 22,3   |

| Hommes | Classe d’âge | Femmes |
| ------ | ------------ | ------ |
| 0,4    | 90 ans ou +  | 1,2    |
| 7,3    | 75 à 89 ans  | 10,6   |
| 14,9   | 60 à 74 ans  | 15,7   |
| 20,9   | 45 à 59 ans  | 20,2   |
| 20,4   | 30 à 44 ans  | 19,3   |
| 17,3   | 15 à 29 ans  | 15,5   |
| 18,9   | 0 à 14 ans   | 17,4   |

### Enseignement
Il y a une école maternelle et primaire privée, l'école St Joseph.

### Manifestations culturelles et festivités
Un escape game existe sur le territoire de la localité.

### Santé
La commune déléguée possède une pharmacie.

### Sports
- Basketball Club Oyen Cecilien (BCOC)
- football : Union Sportive de l'Oie (USO)

### Commerces
La commune déléguée compte une boulangerie, une supérette, un opticien, un bar et un hôtel-restaurant.

## Culture locale et patrimoine

### Lieux et monuments
- Vestiges (site notoire) du château de l'Hébergement-Hydreau : porte fortifiée entre deux tours, douves
- Le monument aux morts des guerres de Vendée au Bois Roland
- Église Saint-Joseph

### Patrimoine naturel
- Le plan d'eau de l'Oie

## Emblèmes

### Héraldique
| Blason | Blasonnement : D'azur à l'oie d'or, becquée et membrée de gueules, adextrée en chef de deux épées d'argent passées en sautoir. |

### Personnalités liées à la commune
- Daniel François de La Douespe du Fougerais (1729-1793), était un officier des armées vendéennes lors de la première insurrection vendéenne.

## Pour approfondir